# Римокатоличка црква Светог Тројства у Кукујевцима
Римокатоличка црква Светог Тројства у Кукујевцима, општина Шид, подигнута је 1770. године и представља непокретно културно добро као споменик културе од великог значаја.

## Архитектура
Римокатоличка црква у Кукујевцима посвећена је Светом Тројству, саграђена је као једнобројна грађевина. Накнадно дозидан звоник, са бочно дозиданим одељењима, чијим је фасадама – дијагонално постављеним у односу на чеони и подужне зидове грађевине – вешто преброђена разлика у ширини између наоса и звоника. Високи сокл, плитки пиластри, профилисани хоризонтални венци и уски прозори представљају доминантне архитектонске елементе у спољашњој обради цркве. Пирамидално завршен звоник, тек за трећину виши од главног дела храма и без карактеристичних барокних обележја, доприноси монолитној силуети споменика. Како је грађевина оријентисана у правцу север-југ, петострани презвитеријум смештен је на северном крају цркве, док се на источној страни налази сакристија.
У кукујевачком храму чува се слика мађарског уметника Фалконера, датована у почетак 19. века, са представом Скидања Христовог тела с крста.
Црква Светог Тројства била је знатно оштећена током Другог светског рата, док послератне обнове нису јој вратиле првобитни изглед. Црква је у запуштеном стању од 1995. године, после одласка Хрвата, неколико година је коришћена као пилана.